# Mekotnjak
Mekotnjak – wieś w Słowenii, w gminie Ljutomer. W 2018 roku liczyła 192 mieszkańców.